# 釜子村
釜子村（かまのこむら）は福島県西白河郡にかつて存在した村である。

## 地理
現在の白河市の東部、旧東村の西部に位置する。
村域は八溝山地に位置し、山がちな地形になっている。
村は阿武隈川の南岸に位置する。

## 歴史

### 村域の変遷
- 1889年（明治22年）4月1日 - 町村制施行により、釜子村・千田村・形見村・栃本村・深仁井田村が合併し西白河郡釜子村が発足。
- 1907年（明治40年）4月1日 - 五箇村の一部（蕪内）を編入。
- 1955年（昭和30年）3月1日 - 小野田村と合併し東村が発足。同日釜子村廃止。
- 2005年（平成17年）11月7日 - 東村が（旧）白河市・表郷村・大信村と合併し白河市が発足。

変遷表
| 1868年 以前 | 1868年 以前    | 明治10年 | 明治22年 4月1日 | 明治40年 4月1日 | 昭和30年 3月1日 | 平成17年 11月7日 | 現在   |
| ----------- | -------------- | -------- | --------------- | --------------- | --------------- | ---------------- | ------ |
|             | 釜子村         | 釜子村   | 釜子村          | 釜子村          | 東村            | 白河市           | 白河市 |
|             | 若栗新田村     | 釜子村   | 釜子村          | 釜子村          | 東村            | 白河市           | 白河市 |
|             | 嘉左衛門新田村 | 釜子村   | 釜子村          | 釜子村          | 東村            | 白河市           | 白河市 |
|             | 千田村         |          | 釜子村          | 釜子村          | 東村            | 白河市           | 白河市 |
|             | 形見村         |          | 釜子村          | 釜子村          | 東村            | 白河市           | 白河市 |
|             | 栃本村         |          | 釜子村          | 釜子村          | 東村            | 白河市           | 白河市 |
|             | 深仁井田村     |          | 釜子村          | 釜子村          | 東村            | 白河市           | 白河市 |
|             | 蕪内村         | 蕪内村   | 五箇村 の一部   | 釜子村 に編入   | 東村            | 白河市           | 白河市 |

## 大字
- 釜子（かまのこ）
- 千田（せんだ）
- 形見（かたみ）
- 栃本（とちもと）
- 深仁井田（ふかにいだ）
- 蕪内（かぶうち）

## 人口・世帯

### 人口
総数 [単位： 人]
| 1891年（明治24年） | 2,427 |
| 1920年（大正 9年） | 3,282 |
| 1947年（昭和22年） | 5,003 |

### 世帯
総数 [単位： 世帯]
| 1920年（大正 9年） | 648 |
| 1947年（昭和22年） | 770 |